# Élisabeth Marguerite của Orléans
Élisabeth Marguerite của Orléans (26 tháng 12 năm 1646 – 17 tháng 3 năm 1696), hay được gọi là Isabelle của Orléans, là Công tước xứ Alençon và Angoulême. Élisabeth Marguerite là em họ của Louis XIV của Pháp, là con gái của Gaston của Pháp và Marguerite xứ Lothringen.